# مارك 81 (قنبلة)
مارك 81 هي قنبلة ذات اغراض عامة تزن 113 كجم (الملقبة ب ـ«المفرقعات النارية») وهي الأصغر من سلسلة مارك 80 للقنابل ذات الأغراض العامة.

## التطوير والنشر
تم تطويره للقوات العسكرية الأمريكية في الخمسينيات وقد استخدم لأول مرة خلال حرب فيتنام. وتتكون القنبلة من علبة من الصلب المصبوب من مركب H6 واتضح انها غير كافية للاستخدام التكتيكي العسكري الأمريكي وسرعان ما تم إيقافها على الرغم من وجودها في الخدمة مع بلدان أخرى حليفة للولايات المتحدة.